# Time Team
Time Team ist eine britische populärwissenschaftliche Fernsehserie, die in 20 Staffeln von 1994 bis 2014 auf dem Sender Channel 4 ausgestrahlt wurde. In jeder Episode versucht ein Team von Archäologen innerhalb von drei Tagen mittels Ausgrabungen eine bestimmte Fragestellung zu beantworten.

## Inhalt
Jede Episode von Time Team dreht sich um eine Frage, die innerhalb von drei Tagen von einem Team von Wissenschaftern beantwortet werden soll. Speziell die Folgen der ersten Jahre beginnen damit, dass ein Einladungsschreiben mit der Forschungsfrage vorgelesen wird. Die zeitlichen Epochen, die behandelt werden, reichen dabei von der Steinzeit bis zum Zweiten Weltkrieg. Der Drehort liegt meist im Vereinigten Königreich, einzelne Folgen handeln auch in Frankreich, Nevis, den Niederlanden, Spanien und den Vereinigten Staaten. Am ersten Tag untersuchen zumeist Geophysiker den Grabungsort, bevor Archäologen mit den ersten Ausgrabungen beginnen. Zur gleichen Zeit recherchieren häufig Historiker oder Archivare in regionalen Bibliotheken und Archiven zum Thema. Kamerateams versuchen alle Funde und neuen Erkenntnisse der Wissenschaftler festzuhalten. Präsentator Tony Robinson begleitet den Forschungsprozess und berichtet davon in einer allgemeinverständlichen Sprache. Am Schluss fasst er, meist in Anwesenheit der lokalen Bevölkerung, die Ergebnisse der Forschungen zusammen.
Die beteiligten Spezialisten wechseln im Lauf der Zeit, neben Robinson ist lediglich Phil Harding in jeder Folge vertreten. Über viele Jahre tritt auch der archäologische Berater der Serie Mick Aston vor der Kamera auf, häufig in der Funktion als Grabungsleiter. Weitere Wissenschaftler, die häufig vorkommen, sind u. a. Stewart Ainsworth, Guy de la Bédoyère, Robin Bush, Raksha Dave, Helen Geake, Carenza Lewis, Francis Pryor und Alice Roberts. In vielen Folgen erstellt der Grafiker und Illustrator Victor Ambrus Bilder davon, wie das Leben der Menschen an dem Ort früher ausgesehen haben könnte.

## Geschichte
Die Serie verdankt ihre Entstehung dem großen Publikumsinteresse an der 1991 ausgestrahlten vierteilige Serie Time Signs. Darin stellt Mick Aston die Geschichte eines Flusstals in Devon vor, in dem der Stausee Roadford Reservoir geplant war. Aufgrund des Erfolgs von Time Signs konnte ihr Produzent Tim Taylor bei Channel 4 Interesse für eine weitere Archäologie-Serie wecken. Zunächst war eine Art Quizsendung mit einem Wettlauf gegen die Zeit angedacht, inspiriert von der Reality-Show Challenge Anneka (1989–1995). 1992 wurde dazu ein (nie ausgestrahlter) Pilot gedreht. Eine Überarbeitung des Konzepts auf ein Format mit kurzen, intensiven archäologischen Grabungen überzeugte den Sender schließlich, 1994 wurde die erste Folge von Time Team ausgestrahlt. Aufgrund der hohen Popularität der Sendung wurden immer mehr Folgen pro Staffel produziert. Die erste Staffel hatte vier Episoden, die zweite fünf und die dritte sechs. Ab Staffel sechs waren es dreizehn Episoden pro Staffel. Die Staffeln neun bis zwölf bezeichnete das Archäologiemagazin Current Archaeology als das goldene Zeitalter der Sendung. Seine Protagonisten galten zu der Zeit als allgemein bekannte Namen und die einzelnen Episoden wurden von bis zu 3,5 Millionen Zuschauern gesehen. Mick Aston war bis 2011 der archäologische Berater des Produktionsteams. 2010 beschloss Cannel 4, das Format der Sendung zu ändern und eine jüngere Präsentatorin aufzunehmen. Mick Aston hatte den Eindruck, dass damit Archäologie in den Hintergrund gerückt wurde und mehr oberflächliches Geschwätz vorherrschte. Außerdem sollte die Anzahl der archäologischen Mitarbeiter halbiert werden. Aufgrund dieser Änderungen beschloss er, aus Time Team auszusteigen. Infolge der Änderungen sanken die Zuschauerzahlen rasant. Im Oktober 2012 wurde bekanntgegeben, dass die Sendung eingestellt werden sollte.

## Rezeption
Gerade in der Anfangsphase begegneten Archäologen der Serie mit Skepsis, besonders hinsichtlich der kurzen Grabungsdauer von nur drei Tagen. Üblicherweise dauern archäologische Grabungen Wochen oder Monate. Allerdings wurden 1990 im Vereinigten Königreich kurze archäologische Grabungen auch im Regelwerk für Bauprojekte vorgeschrieben und Time Team zeigte erfolgreich, dass auch mit zeitlich kurzen Projekten viel Information gewonnen werden konnte. Die Popularität von Time Team ermöglichte, dass der Sender etwa vier Millionen Pfund in archäologische Projekte investierte, ein großer Teil davon in Arbeiten nach den eigentlichen Grabungen, die nicht mehr in den Episoden verarbeitet werden konnten. Bis 2012 sind bis auf fünf zu allen Grabungen auch wissenschaftliche Grabungsberichte veröffentlicht worden. Das Programm ist auch verantwortlich für einige Entdeckungen, etwa die eines Klosters aus dem 5. Jahrhundert auf der Isle of Mull. Time Team wird das Verdienst zugeschrieben, Archäologie im Vereinigten Königreich zugänglich und populär gemacht zu haben. Die Sendung galt als nationale Institution.

## Belege
1. 1 2 3  Marcus Williamson: Mick Aston: Archaeologist who found television fame on 'Time Team'. In: independent.co.uk. 26. Juni 2013, abgerufen am 23. August 2020 (englisch).
2. 1 2 3 4 5  Carly Hilts: Time Team: the rise and fall of a television phenomenon. In: archaeology.co.uk. 7. Dezember 2012, abgerufen am 28. August 2020 (englisch).
3. ↑  The Time Team Pilot Episode (Memento vom 28. März 2013 im Internet Archive) In: timeteam.k1z.com (englisch).